# Limonium fruticans
Limonium fruticans  es un planta perenne perteneciente a la familia de las plumbagináceas. 

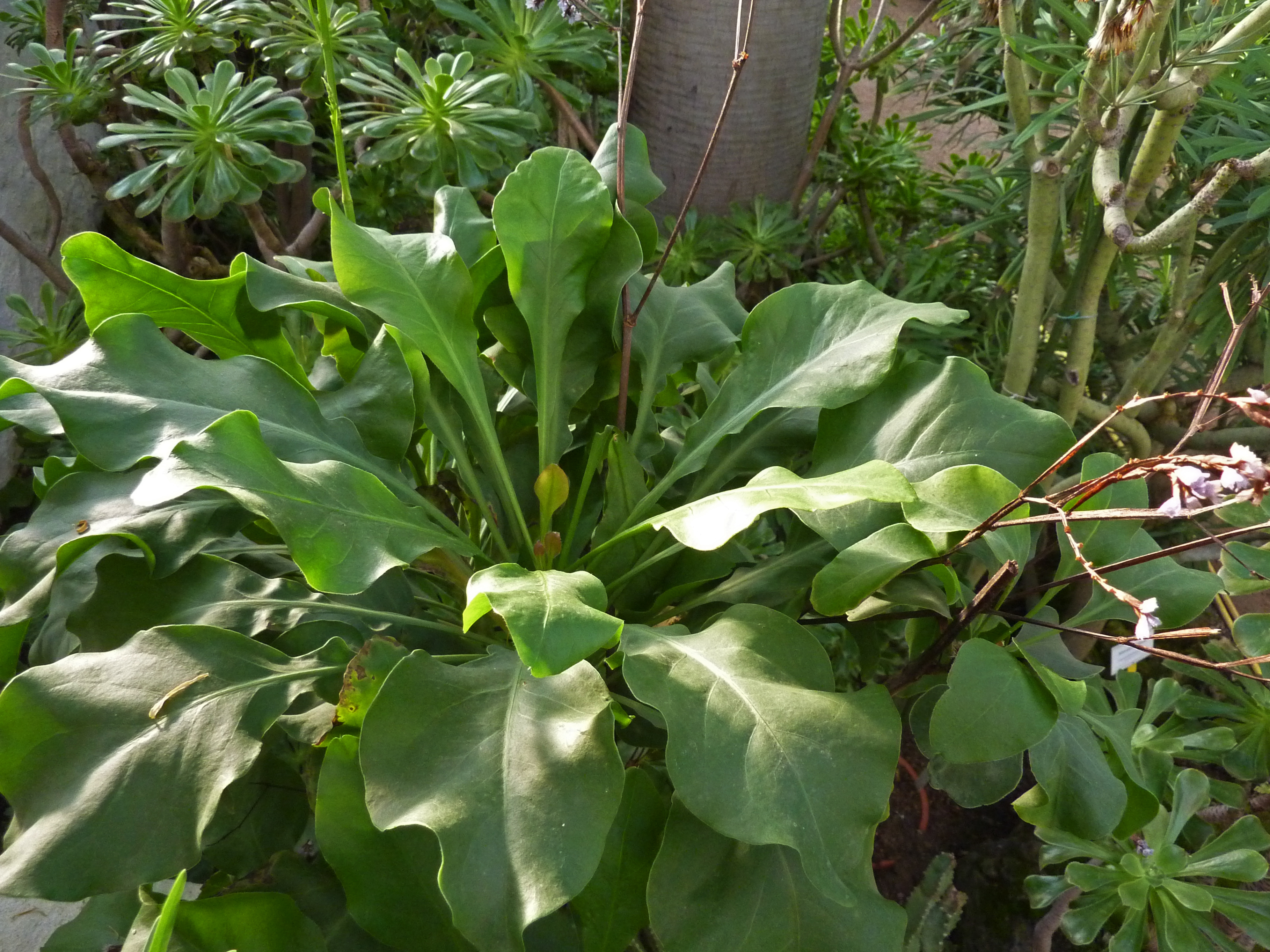
Detalle de las hojas

## Descripción
Limonium fruticans es un endemismo tinerfeño, muy raro. Se diferencia dentro del género por ser un arbusto de pequeño tamaño, de hasta 50 cm de altura, con hojas pecioladas, enteras y anchamente ovadas y con escapos florales estrechamente alados. Esta especie se incluye en el Catálogo de Especies Amenazadas de Canarias, como sensible a la alteración de su hábitat, en la isla de Tenerife.

## Taxonomía
Limonium fruticans fue descrita por Carl Ernst Otto Kuntze y publicado en Revis. Gen. Pl. 2: 395. 1891
Etimología
Limonium: nombre genérico que procede del griego leimon, que significa "pradera húmeda", aludiendo al hábitat de muchas de las especies del género.
fruticans: epíteto latino que significa "arbustivo", aludiendo al porte de la planta